# Bajo las riendas del amor
Bajo las riendas del amor es una telenovela mexicana producida por Ignacio Sada Madero para Televisa y Univision en asociación con Fonovideo en el año 2007. Es una adaptación de Cuando llega el amor producida por Carla Estrada en 1989.  
Protagonizada por Adriana Fonsecay Gabriel Soto, y con las participaciones antagónicas de Adamari López, Víctor González y Julieta Rosen. 
Se transmitió en México por el Canal de las Estrellas del 12 de marzo al 5 de octubre de 2007

## Sinopsis
Montserrat es una hermosa chica que vive con una familia adinerada cuyos padres la adoran y con un novio llamado Juan José que la quiere mucho. En tanto, Ingrid envidia todo lo que hace feliz a su prima Montserrat y después de entrometerse entre ella y Víctor, decide destruir su amor con Juan José. Mañosamente hace que la contraten para que haga sesión de fotografías en el estudio donde Juan José trabaja, por lo que la hace viajar a una locación en la playa con Juan José. Una noche que están cenando, Ingrid le pone una droga en la bebida, Juan José comienza a sentirse mareado y desorientado e Ingrid aprovecha para llevarlo a la casa que los Linares tienen en la playa diciéndole que va a llamar al doctor para que lo atienda. Ya en la casa, Juan José pierde el sentido, Ingrid se enoja porque no puede seducirlo, pero no contaba con la llegada de Víctor que al ver a Ingrid intenta seducir al dormido Juan José, se burla de ella, le dice que si necesita un hombre él está ahí y abusa de ella.
Al regresar del viaje Ingrid se entera de que está embarazada y les hace creer a todos que Juan José, estando borracho, la forzó a tener relaciones y le exige que cumpla con sus responsabilidades. Juan José, no recuerda nada y se hace un examen de paternidad, pero Eloísa y Víctor se las ingenian para cambiar los análisis condenando a Juan José a casarse con Ingrid y así dejar el camino libre para que Víctor regrese con Montserrat y así salvar a la familia Corcuera de la ruina. Juan José acepta casarse solamente por su supuesto hijo ya que sigue amando a Montserrat y eso desata la furia de Ingrid que no pierde oportunidad para maldecirla y hacerle creer que ella y Juan José tienen un feliz matrimonio.
Al quedar destrozada por la noticia, Montserrat decide comenzar una nueva relación con Bruno. Juan José, aún enamorado de Montserrat, rechaza los avances románticos de Ingrid ya que no soporta que Montserrat este con Bruno y no pierde oportunidad para seguirla y encontrarse con ella en todo momento. Por su parte Ingrid, cansada de los rechazos de Juan José, comienza un romance con Cristian, un traficante de Joyas, quien sin saberlo planea utilizarla para transportar unos diamantes ilegalmente.
Después de que nace el hijo de Ingrid, Juan José está decidido a divorciarse para no perder a Montserrat; tras enterarse, Ingrid enfurece e ingenia un plan para que Montserrat crea que Juan José mató a su yegua. Dolida por la muerte de Cora, su yegua, Montserrat acusa a Juan José de su muerte y aunque no ha dejado de amarlo reafirma su compromiso con Bruno y decide casarse con él. 
La noche que Montserrat anuncia su compromiso con Bruno, Juan José "descubre" a Ingrid con su amante (en realidad, ella llama a Juan José para avisarle que su hijo esta gravemente enfermo para que regrese a su casa y pueda descubrirla con Cristian). Molesto por su traición, Juan José se va de la casa llevándose a Juanito (su hijo) e Ingrid sin poder hacer nada decide irse con Cristian de viaje.
Eloísa Corcuera, madre de Víctor, hace creer a los padres de Montserrat que Yolanda, la enfermera y hermana de Juan José, les robó unas joyas aprovechando que tiene acceso a la casa de los Linares debido a que va y le hace terapias a Amelia, ama de llaves de la casa, ya que tuvo un accidente. Los padres de Montserrat la enfrentan acusándola del robo. Eloísa, al ver salir a Yolanda de una de las habitaciones de la casa Linares y consternada por la acusación, aprovecha para hacerla caer por las escalera sin saber que estaba embarazada y la mata al instante. Juan José culpa a los padres de Montserrat de la muerte de su hermana y jura vengarse de los Linares.
Mientras tanto Ingrid y Cristian están listos para salir de viaje, él le pide que se adelante para tomar el avión, pero ella ignora que lleva diamantes de contrabando y las autoridades la descubren enviándola a la cárcel; una vez ahí es encontrada culpable y sentenciada a varios años. Juan José, devastado por la muerte de su hermana y divorciado de Ingrid, decide irse de viaje con Juanito y con su amigo Enrique el mismo día de la boda de Montserrat. 
Montserrat se entera, el día de su boda, que Juan José no fue el culpable de la muerte de Cora, Bruno se da cuenta de que ella aún ama a Juan José y decide cancelar la boda. Montserrat quiere alcanzar a Juan José pero era demasiado tarde ya que él zarpó en el yate de Enrique y ella queda llorando en el muelle. 
Pasan 5 años, Montserrat trabaja con su papá en la agencia de publicidad y aunque no olvidó a Juan José, le dio una segunda oportunidad a Víctor, quien también trabaja en la agencia de publicidad. Juan José regresa amargado y aún dolido a vengarse de la muerte de su hermana, ahora es un millonario gracias a su suerte en los juegos de azar. Su odio se hace más fuerte al saber que Montserrat regresó con Víctor, también se entera de que la agencia de publicidad Linares esta en problemas de dinero (gracias a un fraude cometido por Víctor) y le propone a Montserrat darle el dinero para cubrir el fraude para que su papá no se entere ya que está delicado de salud. En garantía del préstamo Juan José le exige que se case con él para "asegurar su inversión" por medio de un contrato, pero realmete no soporta que Víctor ni ningún otro hombre este cerca de Montserrat. Ella acepta por amor más que por el dinero, pero desconoce que Juan José planea hacerle la vida miserable para vengarse de la muerte de su hermana. 
El mismo día de la boda, Ingrid sale de la cárcel, se entera de que Juan José ya regresó y decide recuperar lo que "es de ella". Al salir descubre que Juan José y Montserrat se casaron y como es de costumbre enfurece y va en busca de su hijo.
Ante los demás Juan José y Montserrat pretenden ser felices, pero realmente Montserrat sufre maltratos, humillaciones y los celos enfermizos de Juan José, quien se niega a aceptar que ama demasiado a Montserrat para así poder cumplir con la promesa que le hizo a Yolanda, pero tampoco pierde oportunidad para besarla y abrazarla, lo que tiene a Montserrat desconcertada. Aunado a eso, Ingrid manipula a Juanito para poder colarse en la casa de los recién casados, Juan José acepta que viva con ellos solo por complacer a Juanito, pero esta vez no cede a sus chantajes, pero ella aliada con Víctor y Berenice (una empleada de la casa) no pierden oportunidad para hacer que Juan José desconfie de la fidelidad de Montserrat para que la siga humillando. Eloísa enloquece y confiesa que mató a Claudia, la madre de Maripaz, que era amante de su esposo Joaquín y también confiesa que empujó a Yolanda por las escaleras para alejarla de su hijo Sebastián y es enviada a un psiquiátrico.
Montserrat se entera de los motivos de porqué Juan José la odia, ella confiesa que lo ama y decide quedarse con él esperando que él también corresponda a su amor, pero llega a un punto que se cansa de los maltratos y decide abandonarlo contando con el apoyo de Bruno, quien demostró ser un verdadero amigo para Montserrat. Se descubre el fraude en la agencia de publicidad y toda la culpa recae en Víctor, el cual al sentirse descubierto planea matar a Juan José, pero antes le pone una trampa haciéndole creer que Montserrat lo ha engañado todo el tiempo con Bruno y se encuentra con él en un lugar en la playa. Juan José, ardiendo en celos, cae en la trampa y decide ver con sus propios ojos la traición de Montserrat. Enrique asustado llama a Bruno para advertirles. Bruno no entiende lo que está pasando y le dice a Montserrat lo que le dijo Enrique y ella se preocupa de que le pase algo a Juan José y le pide a Bruno que la lleve a esa playa para evitar una desgracia.
Juan José se encuentra con Víctor que lo está esperando con una pistola, se intercambian fuertes palabras y comienzan a forcejear y el arma se dispara le cae a Montserrat justo cuando los encuentra. Víctor huye, Juan José queda consternado y sufre al verla herida e inconsciente. Ya en el hospital Juan José se entera por los señores Linares de que Eloísa fue la culpable de la muerte de Yolanda. Trastornado y arrepentido de todo lo que le hizo a Montserrat para lastimarla, teme que no quiera perdonarlo por todo el daño que le ha hecho.
Víctor, por su parte, es atrapado y forzado a confesar que Ingrid engañó a Juan José haciendo creer que Juanito era su hijo, también se culpa por el accidente de Montserrat y de la muerte de la yegua Cora. Ingrid planea hacer caer en la cara de Montserrat unos químicos muy poderosos para que quede deforme. Luego de varias copas de vino, Ingrid se emborracha, y al tratar de tomar su mezcla de químicos, tropieza con la botella de vino vacía, provocando así que los químicos caigan sobre su rostro dejándola desfigurada.
Montserrat recupera el conocimiento, Juan José llorando le ruega que lo perdone, que está arrepentido por todo lo que hizo para lastimarla, le dice que la ama y no la quiere perder. Montserrat lo perdona pero dice que la lastimó demasiado y que mantiene su decisión de dejarlo. Juan José se lamenta haber perdido a Montserrat, al creer esta, que el la engañaba. Montserrat se entera de que Juan José nunca lo engañó y que Juanito es hijo de Víctor, ella va en su búsqueda para decirle que lo ama y se reconcilian.
Varios meses después, cuando todo parecía que las cosas volverían a la normalidad, Ingrid reaparece disfrazada, y con una máscara, engaña a Juanito diciéndole que es un hada. Juanito va por Montserrat para que la conozca, pero ella ya se dio cuenta de que el hada era Ingrid y le pide a Juanito que las deje solas ya que no quiere que le haga daño. 
Ingrid se quita la máscara y Montserrat queda impactada al ver su rostro desfigurado, después toma una botella con ácido que ya tenía previamente preparada y le dice a Montserrat que le gustaría que fueran idénticas. Montserrat escapa subiendo unas escaleras, pero Ingrid va tras ella y Juan José las sigue. Al llegar a la azotea, Ingrid trata de matar a Montserrat con un puñal, pero ella trata de defenderse de sus ataques. En el forcejeo, Ingrid pierde el equilibrio, cae sobre un trinche y muere en presencia de Rosa, su madre, quien sufre tras ver el deceso de su hija. 
Finalmente, tras superar muchos obstáculos, Juan José y Montserrat caen bajo las riendas de su amor pudiendo ser felices por siempre.

## Elenco
- Adriana Fonseca - Montserrat Linares Fonseca
- Gabriel Soto - Juan José Álvarez Santana
- Adamari López - Ingrid Linares Nieto
- Elluz Peraza - Victoria Fonseca de Linares
- Víctor Cámara - Antonio Linares Sotomayor
- Julieta Rosen - Eloísa Rendón de Corcuera
- Víctor González - Víctor Corcuera Rendón
- Geraldine Bazan - Verónica Orozco Mendizábal
- Ariel López Padilla - Joaquín Corcuera Méndez
- Alma Delfina - Rosa Nieto Vda De Linares
- Abraham Ramos - Sebastián Corcuera Méndez
- Roberto Palazuelos - Cristian del Valle Aristizábal
- Toño Mauri - Bruno Guzmán Álamo
- Ximena Herrera - María de la Paz "Maripaz" García de Linares
- Thauro - ‘’Profesor González’’
- Pablo Azar - Daniel Linares Fonseca
- Héctor Sáez - Don Lupe García
- Rossana San Juan - Claudia De García
- Martha Acuña - Sara Martinez
- Norma Zúñiga - Amelia
- Rolando Tarajano - Gonzalo
- Eduardo Rodríguez - Enrique Fernández
- Evelyn Santos - Norma
- Carla Rodríguez - Yolanda Álvarez Santana
- Vannya Valencia - Jimena
- Melvin Cabrera - Paco
- Paloma Márquez - Pili
- Jonathan Caballero - Benny
- Darel - Juanito
- Alberto Salaberry - Checo
- Elías Campos - El Pelos
- Alejandro Speitzer -  Antonio "Toñito" Linares García
- Lidice Pousa - Berenice
- Gloria Aura - Chiquis
- Leslie Stewart - Modelo[5]

## DVD
El Grupo Televisa lanza a la venta en formato DVD sus novelas.

## Premios y nominaciones

### Premios TVyNovelas 2008
| Categoría               | Persona       | Resultado |
| ----------------------- | ------------- | --------- |
| Mejor actriz antagónica | Adamari López | Nominada  |
| Mejor primer actor      | Héctor Sáez   | Nominado  |